# Pastos Grandes
Pastos Grandes ist der Name eines Vulkankraters und eines Kratersees im Südwesten des südamerikanischen Anden-Staates Bolivien. Er erreicht eine Höhe von 5802 m und liegt in der Provinz Sur Lípez im Departamento Potosí. Er ist Teil der bolivianischen Cordillera Occidental, die sich am Westrand des Altiplano über mehr als 500 Kilometer von Norden nach Süden erstreckt.
Pastos Grandes wird auf einer Skala der Vulkanexplosivität als Vulkanausbruch der zweithöchsten Stufe „VEI“ (von englisch Volcanic Explosivity Index) 7 gezählt und hat in der Geschichte seiner Ausbrüche große Ignimbrit-Felder hinterlassen, bims- und aschereiche Ablagerungen mit einem Umfang von mehreren tausend Kubikkilometern.